# Leighfield
Leighfield est une paroisse civile d'Angleterre située dans l'Ouest du Rutland. Elle ne comporte pas de centre urbain, seulement quelques habitations isolées. Au recensement de 2001, elle ne comptait que 10 habitants. En 2011, sa population n'atteignait toujours pas 100 personnes et elle a été comptée avec celle de Ridlington.

## Forêt de Leighfield

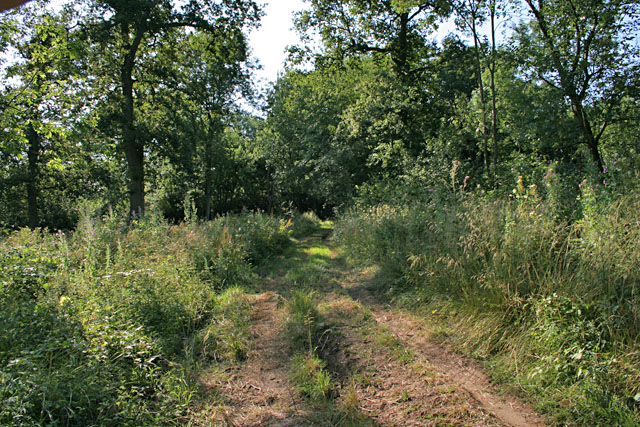
Un chemin dans le bois de Skeffington, un des restes de la forêt de Leighfield.

Au début du Moyen Âge, la forêt de Leighfield était une forêt royale à la limite du Rutland et du Leicestershire. Elle comprenait de grandes surfaces boisées, mais aussi des routes, des villages et des champs, ce qui n'était pas idéal pour l'administration des forêts. Elle avait été créée peu après l'accession au trône de Henri Ier Beauclerc en 1100. Le château de Sauvey (en), près de Whitcote (en), a probablement été construit par le roi Jean sans Terre en 1211 comme pavillon de chasse de la forêt de Leighfield (il n'en reste presque rien aujourd'hui). En 1235, toutes les parties de la forêt situées dans le Leicestershire sont sorties de son administration, ainsi qu'une partie dans l'est en 1299.
La forêt comportait au moins quatre parcs à daims, à Lyddington, Ridlington, Flitteriss Park (en) et Cold Overton Park (en), le seul à conserver quelques restes de la forêt aujourd'hui. À la fin du XVIe siècle, la forêt était sous la responsabilité de la famille de Hastings, d'Ashby-de-la-Zouch ; elle portait le nom de forêt de Leighfield et était divisée en trois bailliages : Braunston, Ridlington et Beaumont Chase. Une enquête de 1566 nomme 33 bois différents, totalisant 430 hectares.
La forêt a disparu vers 1630, lorsque Charles Ier lui a retiré le statut de forêt royale et a mis ses terrains en vente. Ils ont été rapidement consacrés à l'agriculture (pâturage ou culture) et dès 1700 presque tout avait été déboisé.
Quelques fragments sont aujourd'hui classés comme sites d'intérêt scientifique particulier.